# تا ابد جوان (فیلم ۱۹۸۳)
تا ابد جوان (انگلیسی: Forever Young) یک فیلم به کارگردانی دیوید دروری است. از بازیگران آن می‌توان به جیمز اوبری اشاره کرد.

## دیگر بازیگران
- آلک مک‌کاون … Father Vincent
- Rudi Davies … Suzie (as Ruth Davies)
- Philip McGough … Ian
- کیتی برک … Girl
- Michael Sundin … Peter
- نیک بری … Boy At School
- کارول مک‌ریدی … Brenda